# No New Friends (песня LSD)
«No New Friends» (с англ. — «Никаких новых друзей») — песня музыкального трио LSD в составе английского музыканта Labrinth, австралийской певицы и автора Сии Ферлер и американского продюсера Дипло, вышедшая 14 марта 2019 года и ставшая пятым релизом группы после «Genius» и «Audio», «Thunderclouds» и Mountains.
В психоделическом видео в очередной раз снималась 16-летняя танцовщица Мэдди Зиглер.

## Отзывы
Композиция, в целом, была одобрительно встречена музыкальными экспертами и обозревателями. Кэт Бейн из журнала Billboard описала «No New Friends» как «яркую ритмическую мелодию, которая звучит тепло и солнечно, как весна для ваших ушей», и «заразительно цепляет». Деррик Россиньоль из журнала Uproxx назвал песню «оптимистичной» и «одой признательности за то, что у вас есть». Он написал, «Песня дает всем шанс проявить себя, благодаря уникальному вокалу Сиа, хип-хоп-энергии Лабиринта, и поп-продюсированию Diplo (с влиянием EDM-музыки), которое их всех объединяет вместе».

## Музыкальное видео
Официальное музыкальное видео для песни было выпущено 16 апреля 2019 года. Журнал Rolling Stone в своём обзоре назвал видеоклип «фантастически визуальным» и описал его следующим образом: «Клип, снятый Дано Черни и поставленный Райаном Хеффингтоном, при участии 16-летнего дубля тела Сии Ферлер в лице танцовщицы Мэдди Зиглер. Она в роли доброй великанши встречает одетого в розовую мантию рэпера Labrinth на земле Dr. Seussian в волшебном лесу из пушистых деревьев и причудливых пухлых облаков. Они резвятся среди деревьев, смотрят на облака и встречаются с несколькими уменьшенными клонами Зиглер, которые танцуют на склоне горы. Позже на видео появляется Diplo в виде плавающего солнца и луны и еще одного гиганта, возвышающегося над Зиглер».

## Участники записи
- Сия Ферлер — вокал, автор текста, композитор
- Дипло — производство, программирование, автор текста, композитор
- Labrinth — производство, инжиниринг, программирование, вокал, композитор
- King Henry[англ.] — производство, программирование, автор текста, композитор
- Jr Blender[англ.] (Philip Meckseper) – программирование, подготовка, автор текста, композитор

## Чарты

### Недельные чарты
| Чарт (2019)                           | Высшая позиция |
| ------------------------------------- | -------------- |
| Чехия (Singles Digitál Top 100)       | 90             |
| China Airplay/FL (Billboard)          | 21             |
| Франция (SNEP)                        | 173            |
| Ирландия (IRMA)                       | 61             |
| Израиль (Media Forest TV Airplay)     | 1              |
| Lebanon English (Lebanese Top 20)     | 17             |
| Литва (AGATA)                         | 60             |
| New Zealand Hot Singles (RMNZ)        | 10             |
| Словакия (Singles Digitál Top 100)    | 78             |
| Sweden Heatseeker (Sverigetopplistan) | 8              |